# Il falso generale
Il falso generale (Imitation General) è un film commedia del 1958, diretto da George Marshall.

## Trama
Francia 1944: mentre infuria la seconda guerra mondiale, un reparto americano rimane tagliato fuori dalle comunicazioni con il Comando centrale, e subisce numerose perdite.
Il generale Lane non si dà per vinto e, accompagnato dal sergente Murphy, cerca di risolvere la situazione, ma un attacco nemico lo uccide. Per caso il sergente Murphy viene scambiato per il generale e quindi si trova a guidare eroicamente il reparto all'azione. Ma fino a quando potrà reggere la finzione?